# Itia
Itia é um gênero de gastrópodes pertencente à família Mitromorphidae.

## Espécies
- †Itia clatrata Marwick, 1931

Espécies trazidas para a sinonímia
- Itia benthicola Dell, 1962: sinônimo de Mitromorpha benthicola (Dell, 1962) (combinação original)